# Caldo tlalpeño

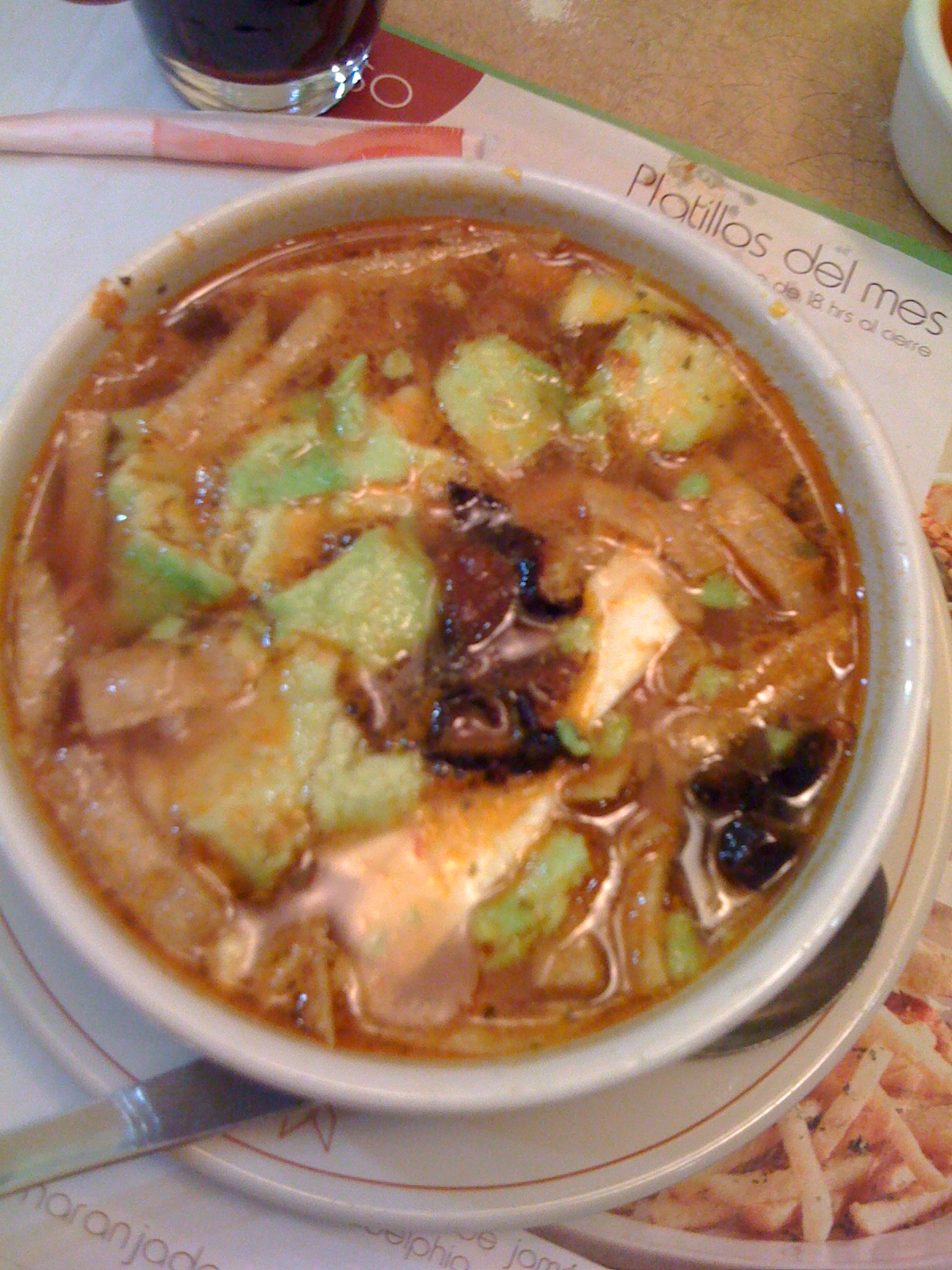
Caldo tlalpeño

Caldo tlalpeño ist in der mexikanischen Küche eine traditionelle herzhafte Variante der Hühnersuppe („sopa de pollo“). Sie wird mit Flügeln, Rücken und anderen fleischigen Teilen des Huhns zubereitet, die zusammen mit Kichererbsen, Zwiebeln und Knoblauch gekocht werden. Wenn die Hauptzutaten halbgar gekocht sind, werden Epazote, Chipotle-Paprika und Karotten hinzugefügt und bei schwacher Hitze fertig gekocht. Serviert wird mit Stückchen vom Hühnchenfleisch, Zwiebelwürfeln, Avocado-Scheiben, Käse und Schnitzen von Limetten.